# ناباری نو او
ناباری نو او (به ژاپنی: 隠の王 Nabari no Ō) یک سری مانگای ژاپنی است که توسط یوهکی کاماتانی نوشته و طراحی شده‌است. انتشار این مانگا از سال ۲۰۰۴ در مجلهٔ مانگای شونن Monthly GFantasy تا سال ۲۰۱۰ ادامه داشت. یک سری انیمه ۲۶ قسمتی نیز بر اساس این مانگا به کارگردانی کونیهیسا سوگیشیما ساخته شده و از آوریل تا سپتامبر ۲۰۰۸ از شبکه تی‌وی توکیو پخش شد.

## شخصیت‌ها

تصویر شخصیت‌ها در انیمه. به ترتیب، از راست به چپ: کویچی آیزاوا، رایمه شیمیزو، توباری کوموهیرا، میهارو روکوجو،